# Le'coe Willingham
Le'coe Louise Willingham (Augusta, 10 febbraio 1981) è un'ex cestista e allenatrice di pallacanestro statunitense, professionista nella WNBA.

## Palmarès
- 2 volte campionessa WNBA (2009, 2010)